# Mundialito/Argentinien
Argentinien bei der Mundialito 1980/81 in Uruguay.
Nationaltrainer Menotti griff im Wesentlichen auf den Kader zurück, der zweieinhalb Jahre vorher die Weltmeisterschaft gewonnen hatte. Der altgediente Verteidiger Daniel Killer, der bereits 1978 nur noch Ersatzspieler war, war 1978 bereits zurückgetreten. Das junge Supertalent Diego Maradona hatte er 1978 noch nicht eingesetzt, um diesen nicht zu verheizen. Nach Maradonas überragendem Auftritt 1979 bei der Juniorenweltmeisterschaft wurde er in die Nationalelf berufen. Menotti wollte mit ihm als Spielmacher 1982 die Weltmeisterschaft verteidigen.

## Aufgebot
| Torhüter             | Torhüter               | Torhüter          | Torhüter | Torhüter | Torhüter | Torhüter | Torhüter |
| -------------------- | ---------------------- | ----------------- | -------- | -------- | -------- | -------- | -------- |
| Ubaldo Fillol        | River Plate            | 21. Juli 1950     |          |          |          |          |          |
| Héctor Baley         | CA Independiente       | 16. November 1950 |          |          |          |          |          |
| Abwehr               |                        |                   |          |          |          |          |          |
| Luis Galván          | CA Talleres            | 24. Februar 1948  |          |          |          |          |          |
| Alberto Tarantini    | River Plate            | 3. Dezember 1955  |          |          |          |          |          |
| Jorge Olguín         | CA Independiente       | 17. Mai 1952      |          |          |          |          |          |
| Daniel Passarella    | River Plate            | 25. März 1953     |          |          |          |          |          |
| José van Tuyne       | CA Talleres            | 13. Dezember 1954 |          |          |          |          |          |
| Victorio Ocaño       | CA Talleres            | 9. Juni 1954      |          |          |          |          |          |
| Mittelfeld           |                        |                   |          |          |          |          |          |
| Diego Maradona       | Argentinos Juniors     | 30. Oktober 1960  |          |          |          |          |          |
| Osvaldo Ardiles      | Tottenham Hotspur      | 3. August 1952    |          |          |          |          |          |
| Juan Barbas          | Racing Club Avellaneda | 23. August 1959   |          |          |          |          |          |
| Carlos Fren          | CA Independiente       | 27. Dezember 1954 |          |          |          |          |          |
| Américo Gallego      | Newell’s Old Boys      | 25. April 1955    |          |          |          |          |          |
| Angriff              |                        |                   |          |          |          |          |          |
| Mario Kempes         | FC Valencia            | 15. Juli 1954     |          |          |          |          |          |
| Daniel Bertoni       | AC Florenz             | 14. März 1955     |          |          |          |          |          |
| Leopoldo Luque       | River Plate            | 3. Mai 1949       |          |          |          |          |          |
| Ramón Díaz           | River Plate            | 29. August 1959   |          |          |          |          |          |
| José Daniel Valencia | CA Talleres            | 3. Oktober 1955   |          |          |          |          |          |
| Trainer              |                        |                   |          |          |          |          |          |
|                      | César Luis Menotti     | 5. November 1938  |          |          |          |          |          |

## Argentinische Spiele

### Vorrunde
| 1. Januar 1981 |   |                |                                                                                                   |
| Argentinien    | – | BR Deutschland | 2:1 (0:1) Tore: Hrubesch (41.), Kaltz (84. Eigentor), Díaz (88.)                                  |
| 4. Januar 1981 |   |                |                                                                                                   |
| Brasilien      | – | Argentinien    | 1:1 (0:1) Tore: Maradona (30.), Edevaldo (47.)                                                    |
| 7. Januar 1981 |   |                |                                                                                                   |
| Brasilien      | – | BR Deutschland | 4:1 (0:0) Tore: Allofs (54.), Júnior (56.), Toninho Cerezo (61.), Serginho (76.), Zé Sérgio (82.) |